# Genesis II - Canti strumentali
Genesis II - Canti strumentali (op. 19) est une œuvre de musique de chambre composée pour un ensemble de quinze instruments par Henryk Górecki en 1962. Elle est la seconde partie du triptyque Genesis écrit entre 1962 et 1963.

## Historique
Cette œuvre pour un ensemble à vent et percussions, fut composée en avril 1962. Genesis II - Canti strumentali est le second élément du triptyque Genesis, constitué de Genesis I - Elementi (1962) et Genesis III - Monodramma (1963).
La première mondiale est donnée par des membres de l'Orchestre philharmonique de Silésie dirigé par Karol Stryja le 16 septembre 1962 lors du festival d'automne de Varsovie en Pologne.

## Discographie sélective
- Quatuor Silésien, chez Olympia.